# WatchOS 5
watchOS 5 est une version du système d'exploitation de l'Apple Watch. Il est développé par Apple Inc..
Comme toutes les autres versions de watchOS, ce système d’exploitation est basé sur iOS, ici iOS 12. watchOS 5 a été présenté lors de la WWDC 18, le lundi 4 juin 2018 à San José en Californie.

## Fonctionnalités du système[4]

### Podcasts
WatchOS 5 offre la possibilité aux utilisateurs d'écouter leurs podcasts, préalablement choisis sur leurs iPhone, sur leurs Apple Watch. Pour écouter le podcast choisi, il faut des airPods ou un casque bluetooth.

### Talkie-walkie
WatchOS 5 ajoute une nouvelle application, talkie-walkie, cette application permet à l'utilisateur de transformer son Apple Watch en Talkie-walkie et de parler avec quelqu’un qui possède une Apple Watch sous watchOS 5.

### Siri
Selon Apple, Siri serait plus intelligent. L’utilisateur n'a plus besoin de dire « Dis Siri », il a juste à prononcer sa requête. Enfin Siri est compatible avec les raccourcis qui font leurs apparitions sur iOS 12.

### Activités
Avec cette mise à jour, il est possible, en plus de partager ses résultats, de faire une compétition de sept jours avec un ami possédant une Apple Watch à jour.

### Entrainement
L'Apple Watch sera en mesure de détecter l'exercice que l'utilisateur pratique. Pour le yoga, l'Apple Watch prendra des mesures plus précises, au niveau des calories et des signes vitaux.

### Notifications
Les notifications sont améliorées, à présent l’utilisateur pourra payer, réserver, enregistrer, modifier et par exemple afficher une carte d'embarquement.

### Cartes d'étudiants et Wallet
Avec WatchOS 5 les étudiants pourront enregistrer leurs cartes d’université dans Wallet. Cette fonctionnalité ne sera disponible que dans certains pays et universités.

## Compatibilité
watchOS 5 ne sera pas compatible avec l'Apple Watch 1re génération, mais il sera disponible pour l'Apple Watch série 1 à 4. et toutes les autres éditions spéciales. Toutefois pour mettre à jour une Apple Watch, il faudra un iPhone 5s sous iOS 12 ou ultérieur.